# Jan Chrzciciel Albertrandi
Jan Chrzciciel Albertrandi, inna forma nazwiska: Albetrandy, pseud. i krypt.: Antykiewicz; Jeden z tegoż Towarzystwa; Nieukolubski; Ten, który pierwotne tłumaczenie przed 40 laty wykonał; X. A. S. J.; X. A. Soc. Jesu; X. I. A. N. K. K. W.; X. J. A.; X. J. A. S. J., (ur. 7 grudnia 1731 w Warszawie, zm. 10 sierpnia 1808 tamże) – polski biskup rzymskokatolicki, jezuita (do 1771 r.), biskup pomocniczy poznański w latach 1796–1798, biskup pomocniczy warszawski w latach 1798–1808, dziekan płocki, wikariusz generalny w archidiakonacie warszawskim w latach 1796–1797, prepozyt kapituły kolegiackiej św. Jana Chrzciciela w Warszawie w 1779 roku, kanonik kapituły katedralnej gnieźnieńskiej fundi Wiewiec w 1786 roku, historyk, tłumacz, poeta, publicysta i bibliotekarz, główny cenzor mianowany przez rosyjskiego komendanta Warszawy gen. Friedricha von Buxhoevedena po stłumieniu insurekcji kościuszkowskiej.

## Życiorys
Był synem pochodzącego z Włoch malarza Franciszka i Marii Antoniny Czechowicz. W dzieciństwie pobierał nauki u jezuitów, którzy, zauważywszy jego zdolności naukowe, namówili go do zostania zakonnikiem. W wieku 19 lat został nauczycielem w kolegium jezuickim w Płońsku, a później w Płocku, Nieświeżu i Wilnie.
W 1764 prymas Władysław Aleksander Łubieński powierzył mu wychowanie swojego wnuka stryjecznego Feliksa Łubieńskiego. Był poliglotą, oddany pracy również poza zakonem. W 1765 był jednym z założycieli „Monitora”, w latach 1769–1777 był redaktorem „Zabaw Przyjemnych i Pożytecznych”. Pracował w Bibliotece Załuskich. Wielokrotnie wyjeżdżał do Włoch. Twórca tzw. Tek Albertrandiego, będących wypisami źródeł do historii Polski z archiwów Watykanu, Neapolu i Szwecji. W okresie nagonki na Towarzystwo Jezusowe przez Burbonów, kiedy był jeszcze guwernantem Feliksa Łubieńskiego, we Włoszech w 1767 wystąpił z zakonu i został księdzem świeckim. W 1773 powrócił do kraju. Został lektorem króla Polski Stanisława Augusta Poniatowskiego. W latach 1775–77 uczestniczył w pracach Towarzystwa do Ksiąg Elementarnych, był bibliotekarzem królewskim, współzałożycielem i pierwszym prezesem Towarzystwa Przyjaciół Nauk w Warszawie. W 1776 w uznaniu swoich zasług został nobilitowany i uzyskał polski indygenat. Otrzymał herb własny Albertrandi.
Przez jakiś czas był proboszczem w parafii św. Katarzyny na Służewie. W 1779 został kanonikiem gnieźnieńskim i warszawskim, a w 1795 oficjałem i archidiakonem warszawskim. Po upadku powstania kościuszkowskiego wygłaszał na mszach żałobnych za biskupów Józefa Kazimierza Kossakowskiego i Ignacego Jakuba Massalskiego kazania pełne obelg w stosunku do patriotów, zaś nuncjusz apostolski Laurentius Litta obiecywał uczestnikom tych nabożeństw odpust zupełny.
18 grudnia 1795 papież Pius VI mianował go biskupem pomocniczym diecezji warszawskiej (do 1798 w diecezji poznańskiej) i biskupem tytularnym Zenopolis. Sakrę biskupią przyjął 26 stycznia 1796.Od roku 1799 pełnił funkcję biskupa sufragana warszawskiego.
W roku 1800 był współzałożycielem oraz dwukrotnie – w latach 1800–08 – prezesem Towarzystwa Przyjaciół Nauk. Był także wikariuszem generalnym i wizytatorem szkół warszawskich. Bronił seminariów duchownych przed ingerencjami władz pruskich.
Zgodnie z życzeniem został pochowany w katakumbach na warszawskim cmentarzu Powązkowskim, bez żadnego napisu.
Bratem stryjecznym Jana Chrzciciela Albertrandiego był nadworny malarz króla Stanisława Augusta Poniatowskiego – Antoni.

## Twórczość

### Ważniejsze utwory
- Felix, faustus, fortunatusque ut dies hic eveniat Illmo Excell. Dno Jos. Andr. Comiti in Załuskie Załuski... votis omnibus Regium Collegium Varsaviense adprecatur etc. 1762, brak miejsca wydania (1762), druk anonimowy
- Refertissimam beatitatis diem qua – Celsiss. S. R. J. Princeps Josephus Jabłonowski... – datus est atque primum in lucem editus, Collegium Varsav. celebrat. S. J., brak miejsca wydania (1762), druk anonimowy
- Ad Celsissimum Principem Stanislaum Lubomirium... Collegium Varsoviense Soc. Jesu, brak miejsca wydania (1766-1767), wiersz łac., franc. i polski
- Dactyliothecae... Stanislai Augusti gemmarumque cavo aut convexo opere insignium indiculus, confectus anno 1785, z autografu dawnej Biblioteki Fundacji W. Baworowskiego, Lwów, ogł. Z. Batowski "Katalog zbioru gemm króla Stanisława Augusta przez...", Wiadomości Numizmatyczno-Archeologiczne 1902, t. 4, nr 1
- (Katalog Biblioteki Królewskiej), t. 1-11, powst. 1790-1791, rękopis: Biblioteka Uniwersytetu w Kijowie
- Uwagi nad wolnością drukowania i sprzedaży ksiąg publicznej, brak miejsca wydania (1792), rok wydania zrekonstruowany na podstawie anonsów Gazety Warszawskiej
- Inwentarz Archivi de Vaesovie, powst. 1794-1795, autograf: Biblioteka PAU Kraków, sygn. 3A, zaginął w roku 1939; kopia T. Wierzbowskiego z Archiwum Głównego Akt Dawnych spłonęła w roku 1944; zrekonstruował go P. Bańkowski: "Zrekonstruowany inwentarz Archiwum Stanisława Augusta z l. 1794/95" w książce Archiwum Stanisława Augusta, cz. 2, Warszawa 1958, s. 147-306
- Opisy medalów królów polskich wraz z wykładem okoliczności, które stały się powodem ich wybicia, rękopis z XVIII w. w Bibliotece PAN Kraków, sygn. 2 (A)
- Stanislai Augusti Regis nummi Regni Poloniae (katalog nieukończony), autograf w Bibliotece PAN Kraków, sygn. 258
- Bibliotheca Polona Stanislai Augusti R. P., inwentarz sporządzony w 1796, rękopis z XVIII w., Archiwum Główne Akt Dawnych (Archiwum Wilanowskie, sygn. 139)
- Varsavia cum circumjacentibus regionibus in clientelam Smi et Pot-mi Regis Friderici Wilhelmi concedentibus et sacramenti religione sese obstringentibus ordinis ecclesiastici universi mentem sequentibus, expressit, brak miejsca wydania (1796)
- Musaei Nummorum ex remotiore antiquitate superstitum quod venale prostat Varsaviae, compendiaria descriptio unde in eius notitiam empturi deveniant. Addita est Mantissa nummorum recentioris aevi, Warszawa 1799
- "Mowa na pierwszym posiedzeniu Tow. Warsz. Przyj. Nauk miana... d. 23 listopada 1800 r.", Rocznik Tow. Warsz. Przyj. Nauk, t. 1 (1802) i odb., (także w języku franc., Warszawa 1801; także w języku łac., Warszawa 1801)
- "Mowa na publicznym posiedzeniu Tow. Warsz. Przyj. Nauk miana... d. 9 maja 1801", Rocznik Tow. Warsz. Przyj. Nauk, t. 1 (1802) i odb.
- "Mowa przy odnowieniu zwykłych posiedzeń Tow. Warsz. Przyj. Nauk miana... d. 18 października 1801", Rocznik Tow. Warsz. Przyj. Nauk, t. 1 (1802) i odb.
- "O Muzach, rzecz czytana na publicznym posiedzeniu Tow. Warsz. Przyj. Nauk miana... d. 12 grudnia 1801", Rocznik Tow. Warsz. Przyj. Nauk, t. 1 (1802) i odb., także w języku łac., Warszawa 1801 (2 wyd.)
- "Mowa na trzecim posiedzeniu Tow. Warsz. Przyj. Nauk miana... d. 15 maja 1802", Rocznik Tow. Warsz. Przyj. Nauk, t. 1 (1802) i odb.
- Myśli o sposobach wydoskonalenia i zbogacenia ojczystego języka, wygł. 1805, ogł. A. Kraushar Tow. Warsz. Przyj. Nauk, t. 1, Kraków 1900, s. 365-375
- "Zabytki starożytności rzymskich w pieniądzach, pospolicie medalami zwanych, czasów rzeczypospolitej i szesnastu pierwszych cesarzów, zbioru śp. Stanisława Augusta króla polskiego, postrzeżone i krótkim wykładem objaśnione... Czytane na posiedzeniu publicznym. Ksiąg dwoje", Rocznik Tow. Warsz. Przyj. Nauk, t. 3 (1805) – t. 5 (1808) i odb. (księga 2 pt. "Świadectwa starożytnej historii, mianowicie rzymskiej, z medalów familii rzymskich cesarzów aż do Kommodusa)
- "Mowa na obchód uroczystości ustalenia Tow. Przyj. Nauk, czytana na posiedzeniu Tow. Warsz. Przyj. Nauk d. 10 listopada", Warszawa 1808
- Katechizm mniejszy i większy. Dzieło śp. ... z rękopisu należącego do biblioteki Uniw. Wileńskiego pierwszy raz na jaw ogłoszony, Wilno 1817; wyd. następne: wyd. 2 Wilno 1825; Berdyczów 1825; wyd. 3 Wilno 1830; Wilno 1851; wyd. 4 Wilno 1856
- Panowanie Henryka Walezjusza i Stefana Batorego, królów polskich. Wyjęte z rękopismów... biskupa zenopolitańskiego przez Żegotę Onacewicza, t. 1-2, Warszawa 1823; wyd. następne: wyd. 2 (z dołączeniem pamiętników historii Stefana Batorego dotyczących) Kraków 1849; wyd. 3 Kraków 1860; wyd. 4 Kraków 1861; fragmenty przedr. I. Szydłowski Przykłady stylu polskiego..., t. 1, Wilno 1827; rękopis znajdował się w Bibliotece Uniwersytetu Wileńskiego
- Panowanie Kazimierza, Jana Alberta i Aleksandra Jagiellończyków, królów polskich i w. książąt litewskich. Wyjęte z rękopismów... bpa zenopoli. Wydał Żegota Onacewicz, t. 1-2, Warszawa 1827, (na karcie tytułowej części egzemplarzy t. 1 podano rok wyd. 1826), rękopis znajdował się w Bibliotece Uniwersytetu Wileńskiego
- Dwadzieścia sześć lat panowania Władysława Jagiełły, króla polskiego, wyd. E. Raczyński, Wrocław 1845 (1844), rękopis z pocz. XIX w. w Bibliotece Jagiellońskiej: sygn. 3600
- Kazania i nauki z rękopismów pośmiertnych, Warszawa 1858
- Panowanie Mieczysława I i jego następców do r. 1296, rękopis z pocz. XIX w. w Bibliotece Jagiellońskiej: sygn. 3561
- O wpływie nauki Lutra na stan oświecenia w Polsce, niewydane (informacja L. Osińskiego)
- Wiadomość o portretach polskich znajdujących się w hrab. Brahe w Skög Kloster w Uplandii, niewydane
- Artykuły, rozprawy i drobne utwory ogł. w czasopismach: Astrea (1823), Dziennik Wileński (tu: "Opisanie medalu S. Konarskiego" 1817), Księga Świata (tu: "Wyjątki z opisu podróży do Szwecji", 1859–1860, 1863), Monitor (1768 nr 36, 1769 nr 54), Pamiętniki Warszawskie (tu: "O początkach Warszawy", 1809, t. 1), Roczn. Tow. Warsz. Przyj. Nauk (1802–1808), Tygodnik Wileński, Zabawy Przyjemne i Pożyteczne (1770, 1772–1774, 1776), Zbiór Wiadomości Gospodarskich (1770, t. 1)

Ponadto Albertrandi pisał listy pasterskie i pisma w sprawie Kościoła (według Estreichera autorstwa Albertrandiego miał być także t. 3 dzieła: Gabinet medalów polskich, wydanego w całości przez E. Raczyńskiego pod nazwiskiem Ł. Gołębiowskiego).

### Przekłady
- F. A. Schmidt: Dzieje Królestwa Polskiego krótko lat porządkiem opisane. Na język polski przełożone, poprawione i przydatkiem panowania Augusta III pomnożone, Warszawa 1766, wyd. 2 rozszerzone: t. 1-2, Lwów 1846, (wyd. 1 dedykowane A. K. Czartoryskiemu)
- Ph. Macquer: Dzieje rzeczypospolitej rzymskiej, od założenia Rzymu aż do cesarzów, krótko porządkiem lat opisane. Z francuskiego języka na polski przełożone przez ks. J. Albertrandego, od którego przydane są obszerne przypiski nie tylko samę historię, ale też geografią dawną Rzymian, obyczaje, rządy, obrządki, igrzyska, ofiary, urzędy etc. objaśniające, t. 1-2, Warszawa 1768, wyd. 2 Warszawa 1806
- D. Defoe: Przypadki Robinsona Kruzoe. Z angielskiego języka na francuski przełożone i skrócone od p. Feutry, teraz ojczystym językiem wydane, t. 1-2, Warszawa 1769, wyd. 2 Lwów 1774 (2 warianty), dedykowane J. Łubieńskiej
- M. Sarbiewski: O przezacnej Łubieńskich rodowitości (oraz) Votum ad Virginem Claromontanam (przekł. polski), wyd. w: M. Sarbiewski Opera posthuma, Warszawa 1769, s. 300-307
- J. Andrès: O początkach, postępie i stanie obecnym literatury (według L. Osińskiego)
- liczne przekłady Albertrandiego znajdują się w czasopismach i wydawnictwach zbior.: Wybór Ekonomicznych Wiadomości z Ksiąg Najprzedniejszych Zagranicznych, t. 1, Warszawa 1770 (tu m.in.: tłumaczenie z Formanoire'a, Justiego, Recueil d'une Société à Berne, Journal Economiquè de France), Zabawy Przyjemne i Pożyteczne (1770, t. 1-2; tu m.in. z Fryderyka II, J. L. Gresseta, G. Lytteltona, E. Monragu, Ch. Montesquieu, J. B. Rousseau).

### Prace edytorskie i redakcyjne
- Wybór Ekonomicznych Wiadomości z Ksiąg Najprzedniejszych Zagranicznych, t. 1, Warszawa 1770 (redakcja), informacja F. K. Dmochowskiego, Nowy Pamiętnik Warszawski 1803; Estreicher XXXIII, 417
- Zabawy Przyjemne i Pożyteczne 1770, t. 1-2 (redakcja)
- Zbiór Wiadomości Gospodarskich, t. 1, Warszawa 1770 (redakcja)
- G. F. Commendone: Pamiętniki o dawnej Polsce z czasów Zygmunta Augusta, obejmujące listy J. F. Commendoni do Karola Boromeusza. Z biblioteki Barberyńskiej zebrał... Z rękopismów włoskich i łacińskich wytłumaczył J. Krzeczkowski. Wiadomość o życiu Commendoniego tudzież potrzebne sprostowania i objaśnienia dodał M. Malinowski, t. 1-2, Wilno 1847-1851
- Relacje nuncjuszów apostolskich i innych osób o Polsce od roku 1548 do 1690. Zebrał..., wyd. E. Rykaczewski, t. 1-2, Berlin 1864
- Listy Kromera, wyd. S. Żukowski, Dziennik Wileński 1815-1816 (zebrał J. Albertrandi)
- Listy S. Hozjusza, niewydane.

### Listy i materiały
- Do J. A. Załuskiego z roku 1763, rękopis: Biblioteka Narodowa, sygn. 3263
- Do L. Ricci z roku 1770, ogł. Ł. Kurdybacha, Przegląd Powszechny 1932, t. 195
- Do Stanisława Augusta z 25 października 1783, z autografu Biblioteki PAN Kraków, sygn. 1 (A/c), ogł. L. Bernacki Pamiętniki Literackie, rocznik 25 (1928), s. 596-598
- Korespondencja z P. Kicińskim z lat 1789-1790, fragmenty ogł.: K. W. Wójcicki Muzeum Domowe 1836, s. 326 nn.; K. W. Wójcicki Archiwum domowe, Warszawa 1856, s. 135-177; W. Olszewicz "Biblioteka króla Stanisława Augusta", Przegląd Biblioteczny 1931, zeszyt 1 i odb., s. 11-15
- Korespondencja ze Stanisławem Augustem z lat 1793-1797, autografy w Archiwum Głównym Akt Dawnych (Archiwum Jabłonny, sygn.: XIII/3a, XIII/4), wyjątki ogł. P. Bańkowski Archiwum Stanisława Augusta, Warszawa 1958
- Do nieznanych z nazwiska adresatów 2 listy z roku 1798 i 1802, ogł. T. Wierzbowski Materiały do dziejów piśmiennictwa polskiego, t. 2, Warszawa 1904
- Do T. Mostowskiego z listopada 1800, ogł. A. Kraushar Tow. Warsz. Przyj. Nauk, t. 1, Kraków 1900, s. 132
- Do S. Trembeckiego z 18 czerwca 1801, z autografu ogł. A. Kraushar Tow. Warsz. Przyj. Nauk, t. 1, Kraków 1900, s. 133; przedr. E. Woroniecki Biblioteka Warszawska 1913, t. 1, s. 471; przedr. J. Kott, R. Kaleta w książce: S. Trembecki: Listy, t. 2, Wrocław 1954
- Do A. K. Czartoryskiego z 28 grudnia 1801; do S. B. Lindego z 18 czerwca 1801; z rękopisów korzystał i fragmenty ogł. J. Michalski "Spór o koncepcję Słownika Lindego", Studia i Materiały z Dziejów Nauki Polskiej, t. 2, 1954, rękopisy w Bibliotece PAN Kraków: sygn. 714; Biblioteka Czartoryskich, sygn. Ew. 589 (Arch. Dom. 21)
- Do Jana Śniadeckiego 6 listów z lat 1801-1803, z rękopisów Biblioteki Jagiellońskiej: sygn. 3098, ogł. M. Chamcówna w książce: Jan Śniadecki "O Koperniku", Wrocław (1955), Biblioteka Narodowa, seria I, nr 159, (tu także 4 listy od Jana Śniadeckiego)
- Do L. Osińskiego z roku 1804, rękopis Biblioteki Jagiellońskiej: sygn. 6233 III
- Do S. B. Lindego, brak daty, rękopis Biblioteki Jagiellońskiej: sygn. 3468
- 92 listy od różnych osób z lat 1765-1805, m.in. od: A. K. Czartoryskiego, I. Czartoryskiej, J. D. Janockiego, P. Kicińskiego, A. S. Młodziejowskiego, G. Piramowicza, S. Poniatowskiego, I. Potockiego, Jana Śniadeckiego, rękopisy w Bibliotece PAN Kraków: sygn. 1 (A/a)
- Listy od różnych osób z lat 1771-1801, m.in.: od L. Ricci i K. Koryckiego z 1771, od I. Bykowskiego z 2 lutego 1805, rękopisy w Bibliotece Kórnickiej: sygn. 1296 VIII 14; list od I. Bykowskiego, ogł. T. Mikulski Ze studiów nad Oświeceniem, Warszawa 1956
- Od A. E. Viscontiego z 3 września 1782 i in., rękopis: Biblioteka Kórnicka, sygn. 1296; tu także (na k. 190) dyplom nominacyjny na bibliotekarza królewskiego
- Od A. Naruszewicza z 21 września 1782 pt. Pro memoria J. X. Albertrandi do Rzymu, ogł. L. Bernacki Pamiętniki Literackie, rocznik 25 (1928) s. 603-605; J. Platt Korespondencja Adama Naruszewicza, Wrocław 1959; A. Schletz Nasza Przyszłość, t. 10, 1959; autograf w Bibliotece PAN Kraków: sygn. 1 (A/b)
- Od F. Karpińskiego z około 20 sierpnia 1801, ogł.: S. Pigoń: Małoduszność "śpiewaka Justyny", Myśl Narodowa 1937, nr 35; T. Mikulski, R. Sobol "Korespondencja Franciszka Karpińskiego", Wrocław 1958, Archiwum Literackie, t. 4; autograf w Bibliotece PAN Kraków: sygn. 713 (W)
- Od H. Stroynowskiego z roku 1805, ogł. A. Kraushar: Tow. Warsz. Przyj. Nauk, t. 1, Kraków 1900
- Series librorum prohibitorum. Raport z rewizji księgarń warszawskich, dat. 2 stycznia 1793, z rękopisu Biblioteki Czartoryskich: sygn. 3388, ogł. J. Łojek Przegląd Humanistyczny 1965, nr 3
- spuścizna rękopiśmienna po Albertrandim zachowana została ponadto w: Archiwum Głównym Akt Dawnych (Archiwum Jabłonny, sygn. A/105); Biblioteka Kórnicka, sygn.: 1299, 1310-1313, 1315-1316; Biblioteka PAN Kraków, sygn. 1 (A/d, e); Biblioteka Akademii Nauk USRR Lwów, sygn. 1075/III; Ossolineum, sygn. 5973/III; Biblioteka Uniwersytetu Warszawskiego, sygn. 162 a.